# Wall Doxey
Wall Doxey (ur. 8 sierpnia 1892, zm. 2 marca 1962) – amerykański polityk i prawnik, działacz Partii Demokratycznej. Przedstawiciel rodzinnego stanu Missisipi najpierw w Izbie Reprezentantów, a następnie w Senacie Stanów Zjednoczonych.
Urodzony w Holly Springs (Marshall County w stanie Missisipi) Doxey uczęszczał do miejscowych szkół publicznych, po czym ukończył studia na wydziale prawa University of Missisipi w roku 1913. W 1914 przyjęto go do palestry, dzięki czemu mógł prowadzić prywatną praktykę adwokacką w rodzinnym Holly Springs.
Jego pierwszą funkcją publiczną była działalność w charakterze prokuratora okręgowego Marshall County (1915–1923). Następnie był prokuratorem 3. okręgu Missisipi.
W listopadzie 1928 wybrany został członkiem Izby Reprezentantów Stanów Zjednoczonych z 2. okręgu Missisipi. Zasiadał w niej siedem kadencji (1929–1941).
Po nagłej śmierci senatora Pata Harrisona gubernator Missisipi mianował na jego miejsce, do czasu wyłonienia następcy w wyborach przedterminowych (ang. special election), Jamesa Eastlanda, który pełnił tę funkcję w 1941. Eastland nie ubiegał się o wybór w wyborach przedterminowych, które wygrał kongresmen Doxey (w owym czasie, wobec faktycznej i nienaruszalanej dominacji demokratów na Głębokim Południu, właściwymi wyborami były demokratyczne prawybory, gdyż każdy ich nominat miał praktycznie zwycięstwo w kieszeni).
Doxey dokończył kadencję Harrisona, po czym w 1942 ubiegał się o własną, sześcioletnią. Jego kontrkandydatem w prawyborach był Eastland. Co prawda Doxeya, polityka znacznie bardziej umiarkowanego niż znany z rasistowskich poglądów Eastland, poparł osobiście prezydent Franklin Delano Roosevelt, ale z potyczki zwycięsko wyszedł przeciwnik Doxeya.
Po wygaśnięciu swego mandatu Doxey pełnił m.in. funkcję głównego urzędnika senatu ds. prawnych (tzw. Senate Sergeant at Arms, w latach 1943–1947), będąc jedyną osobą w historii, która była zarówno senatorem, jak i głównym prawnikiem izby wyższej Kongresu. Potem był zatrudniony przez departament rolnictwa i praktykował prawo w Holly Springs aż do odejścia na emeryturę w 1948. Zmarł w Memphis w Tennessee.
Na jego cześć nazwano Wall Doxey State Park.